# Crayons
Crayons (с англ. — «Цветные карандаши») — семнадцатый и последний студийный альбом американской певицы Донны Саммер. Пластинка была выпущена 20 мая 2008 года на лейбле Sony Burgundy в Соединённых Штатах. Это первый полноценный студийный альбом со времен альбома Mistaken Identity 1991 года, а также последний в карьере.

## История
Работа над студийным альбомом продолжалась в течение двух лет (с 2006 по 2008) на новом лейбле Burgundy Records, дочернем Sony Music. Также Саммер вернулась в студию для записи альбома впервые почти за десять лет, последним на тот момент альбомом стал сборник рождественских песен Christmas Spirit 1994 года, а последним студийным — Mistaken Identity 1991 года. К созданию пластинки приложили такие продюсеры и сонграйтеры как Грег Кёрстин, Даниель Бризбуа, Джонатан Ротем, Тоби Гад, Лестер Мендез и Эван Богарт.
Комментируя альбом, певица заявила, что хотела, чтобы альбом был наполнен различными музыкальными направлениями, она сравнила процесс создания с готовкой на кухне, где витают разные ароматы.

## Коммерческий приём
Альбом дебютировал на 17 строчке американского чарта Billboard 200, которая и стала его пиковой позицией. Несмотря на такой старт, тем не менее, пластинка спускалась все ниже в следующие недели, а вскоре и вовсе покинула чарт. Синглы с альбома также не имели большого успеха, ни одному из четырёх так и не удалось попасть в Billboard Hot 100. Однако все синглы вошли в топ-20 чарта Hot Dance Club Songs, а три из них — возглавили.

## Список композиций
| №   | Название                           | Автор(ы)                                             | Продюсер(ы) | Длительность |
| --- | ---------------------------------- | ---------------------------------------------------- | ----------- | ------------ |
| 1.  | «Stamp Your Feet»                  | Даниель Бризбуа, Грег Кёрстин, Донна Саммер          | Кёрстин     | 3:52         |
| 2.  | «Mr. Music»                        | Эван Богарт, Джонатан Ротем, Саммер, Мередит Уиллсон | Ротем       | 3:14         |
| 3.  | «Crayons» (с участием Зигги Марли) | Бризбуа, Кёрстин, Зигги Марли, Саммер                | Кёрстин     | 3:21         |
| 4.  | «The Queen Is Back»                | Богарт, Ротем, Саммер                                | Ротем       | 3:27         |
| 5.  | «Fame (The Game)»                  | Тоби Гад, Саммер                                     | Гад         | 4:03         |
| 6.  | «Sand on My Feet»                  | Гад, Саммер                                          | Гад         | 3:51         |
| 7.  | «Drivin’ Down Brazil»              | Бризбуа, Кёрстин, Саммер                             | Кёрстин     | 4:43         |
| 8.  | «I’m a Fire»                       | Эл Каша, Себастьян Мортон, Саммер                    | Мортон      | 7:11         |
| 9.  | «Slide Over Backwards»             | Натан ДиГизэр, Джейкоб Петрен, Саммер                | ДиГизэр     | 4:10         |
| 10. | «Science of Love»                  | Гад, Саммер                                          | Гад         | 3:48         |
| 11. | «Be Myself Again»                  | Уэйн Эктор, Лестер Мендез, Саммер                    | Мендез      | 4:19         |
| 12. | «Bring Down the Reign»             | Джейми Хьюстон, Фред Крон, Саммер                    | Хьюстон     | 4:33         |

| №   | Название         | Автор(ы)             | Продюсер | Длительность |
| --- | ---------------- | -------------------- | -------- | ------------ |
| 13. | «It’s Only Love» | Каша, Мортон, Саммер | Мортон   | 6:58         |

| №   | Название                                 | Автор(ы)             | Продюсеры | Длительность |
| --- | ---------------------------------------- | -------------------- | --------- | ------------ |
| 14. | «I’m a Fire» (Matty Soulflower Club Mix) | Каша, Мортон, Саммер | Мортон    | 9:00         |

## Позиции в хит-парадах
| Чарт (2008)                            | Высшая позиция |
| -------------------------------------- | -------------- |
| Бельгия/Фландрия (Ultratop)            | 77             |
| Великобритания (UK Albums Chart)       | 142            |
| Германия (Offizielle Top 100)          | 73             |
| Испания (PROMUSICAE)                   | 97             |
| Италия (Classifica album)              | 42             |
| США (Billboard 200)                    | 17             |
| США (Billboard Top R&B/Hip-Hop Albums) | 5              |
| Швейцария (Schweizer Hitparade)        | 85             |